# Sport automobile en Italie

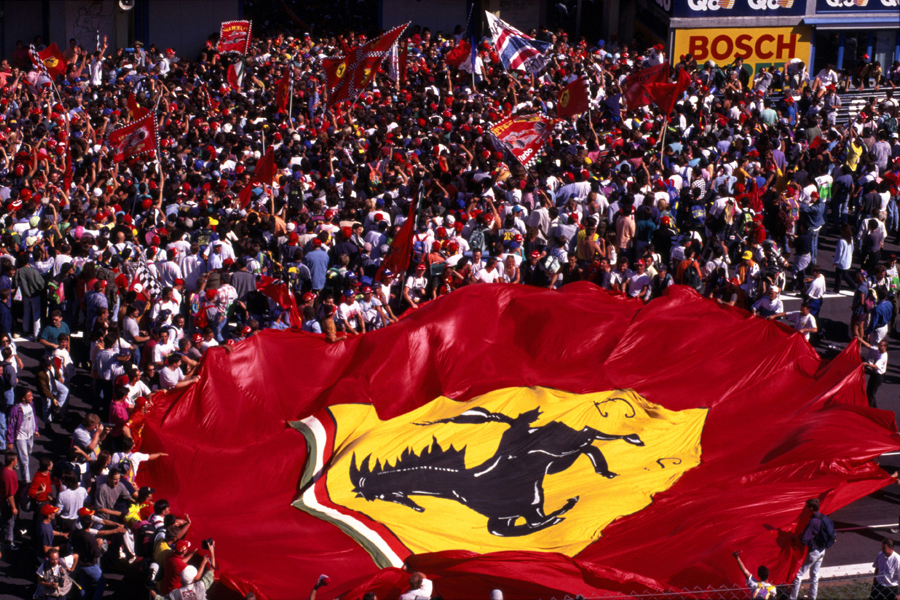
Tifosi italiens lors du Grand Prix d'Italie 1996.

L'Italie est un pays majeur du sport automobile. Les succès historiques de Maserati et d'Alfa Romeo puis de la Scuderia Ferrari en Formule 1, ont permis à l'Italie de remporter de nombreux titres sur la scène internationale.

## Historique

### La Belle-Époque (1895-1914)
La première course automobile se tenant sur le sol italien a lieu le 18 mai 1895 sur le parcours Turin-Asti-Turin, un an après le concours Paris-Rouen organisé par Le Petit Journal. D'autres courses se mettent en place lors des années suivantes, toutes étant sous la forme de rallye sur routes ouvertes. Les constructeurs français dominent les courses,
Le 11 juillet 1899 est créé la Fabbrica Italiana Automobili Torino reconnue par son acronyme Fiat, qui remporte son premier succès le 28 avril 1900 sur l'épreuve Turin-Asti, grâce à Felice Nazzaro alors âgé de 19 ans. La même année Vincenzo Lancia défend également avec succès la firme italienne sur la course Padoue-Vicence-Bassano-Trévise-Padoue.

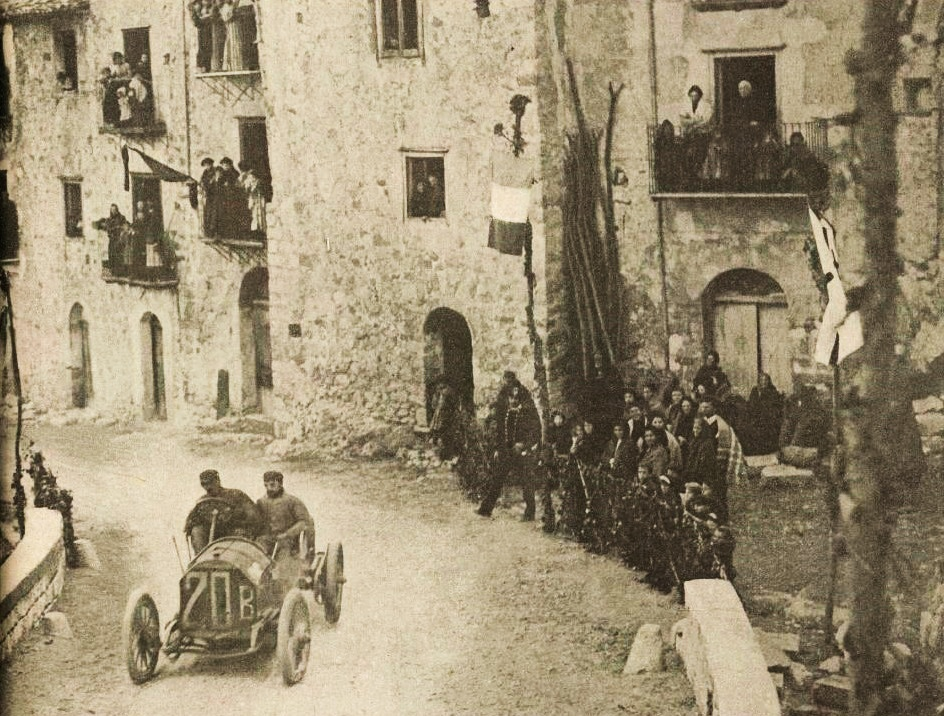
Felice Nazzaro à Petralia, durant la Targa Florio 1907.

En 1901, Nazzaro remporte le premier Tour d'Italie automobile sur une Fiat 8 HP. Absent lors des premières éditions de la Coupe Gordon Bennett, Fiat représente les couleurs italiennes lors de la 5e édition en 1904. Lancia termine à la huitième place. L'année suivante Nazzaro et Alessandro Cagno termine 2e et 3e derrière le français Léon Théry. Lors de ces courses la couleur Rosso Corsa devient la livrée nationale utilisée jusqu'en 1968 en Formule 1. De nombreux constructeurs italiens continues néanmoins d'utiliser cette couleur.
À la suite de la course automobile Paris-Madrid de 1903, marquée par de nombreux accidents les organisateurs des courses décident d’organiser les courses suivantes sur circuit  devenant des Grands Prix. Certaines courses continues de se tenir sur route ouverte, en Sicile notamment comme la Coppa Florio et la Targa Florio.
La Première Guerre mondiale entraîna la suspension de quasiment toutes les épreuves automobiles en Italie. Durant cette époque Ralph DePalma s'impose dans le National Championship en remportant notamment la Coupe Vanderbilt en 1912 et 1914 et les 500 miles d'Indianapolis 1915. En 1926 l'AAA Contest Board lui décerne rétrospectivement de titre de Vainqueur du Championnat 1912 et 1914.

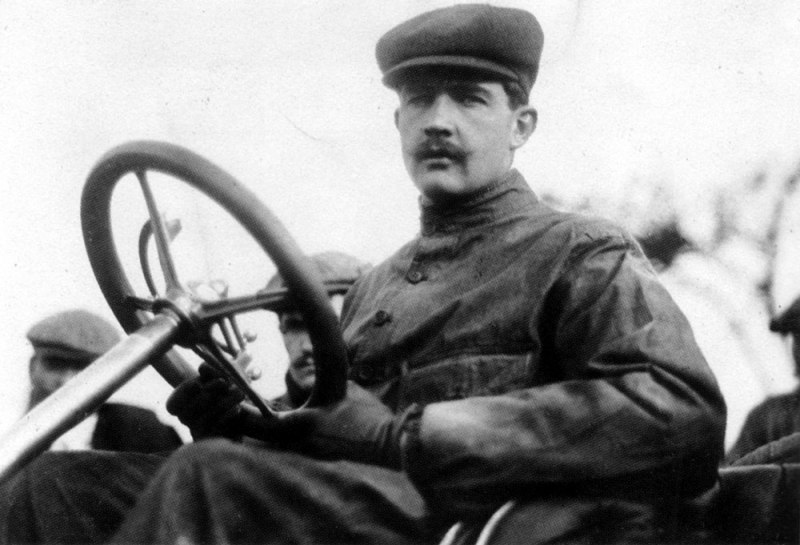
Felice Nazzaro
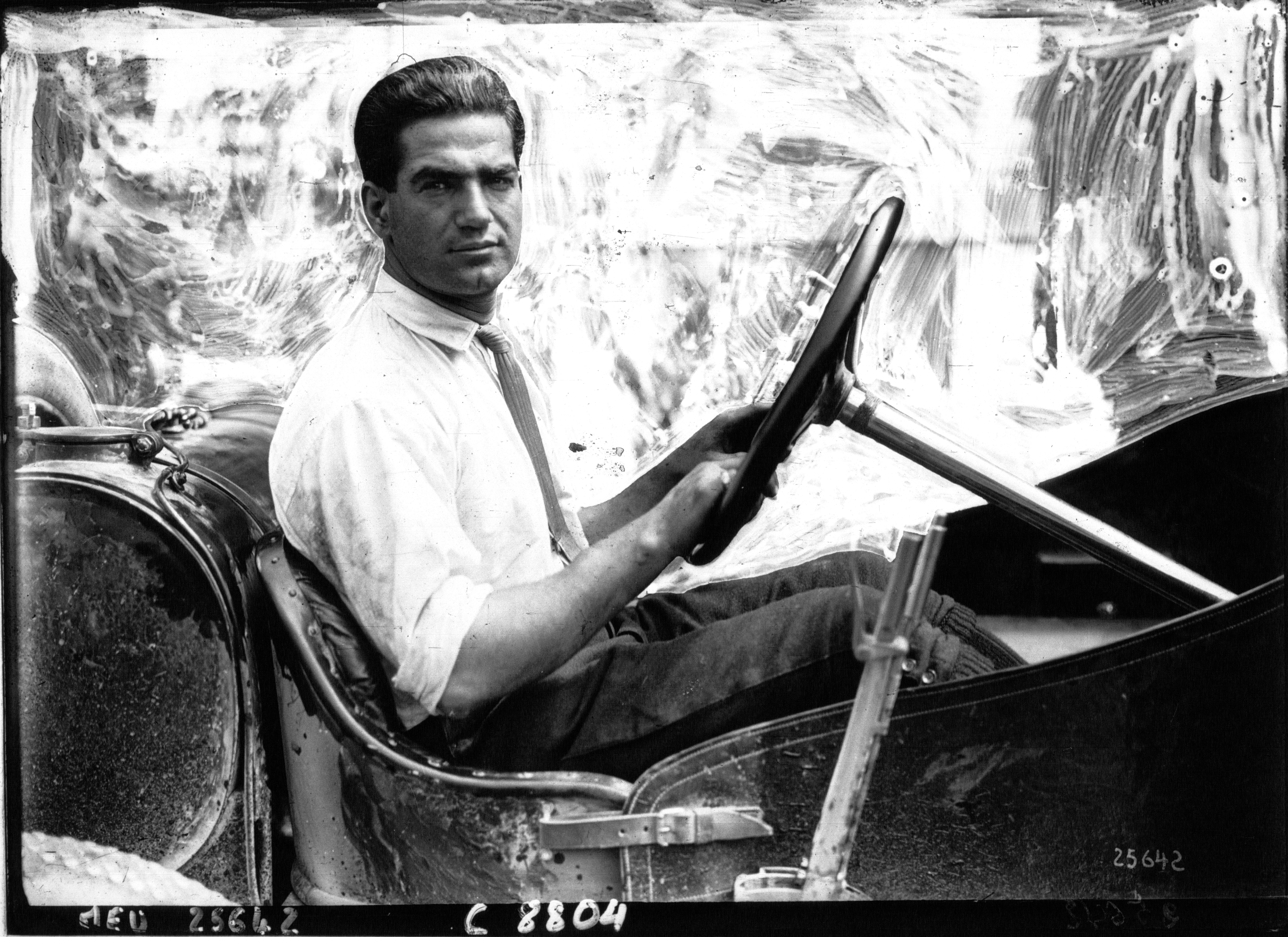
Ralph DePalma

### Les années folles (1919-1939)

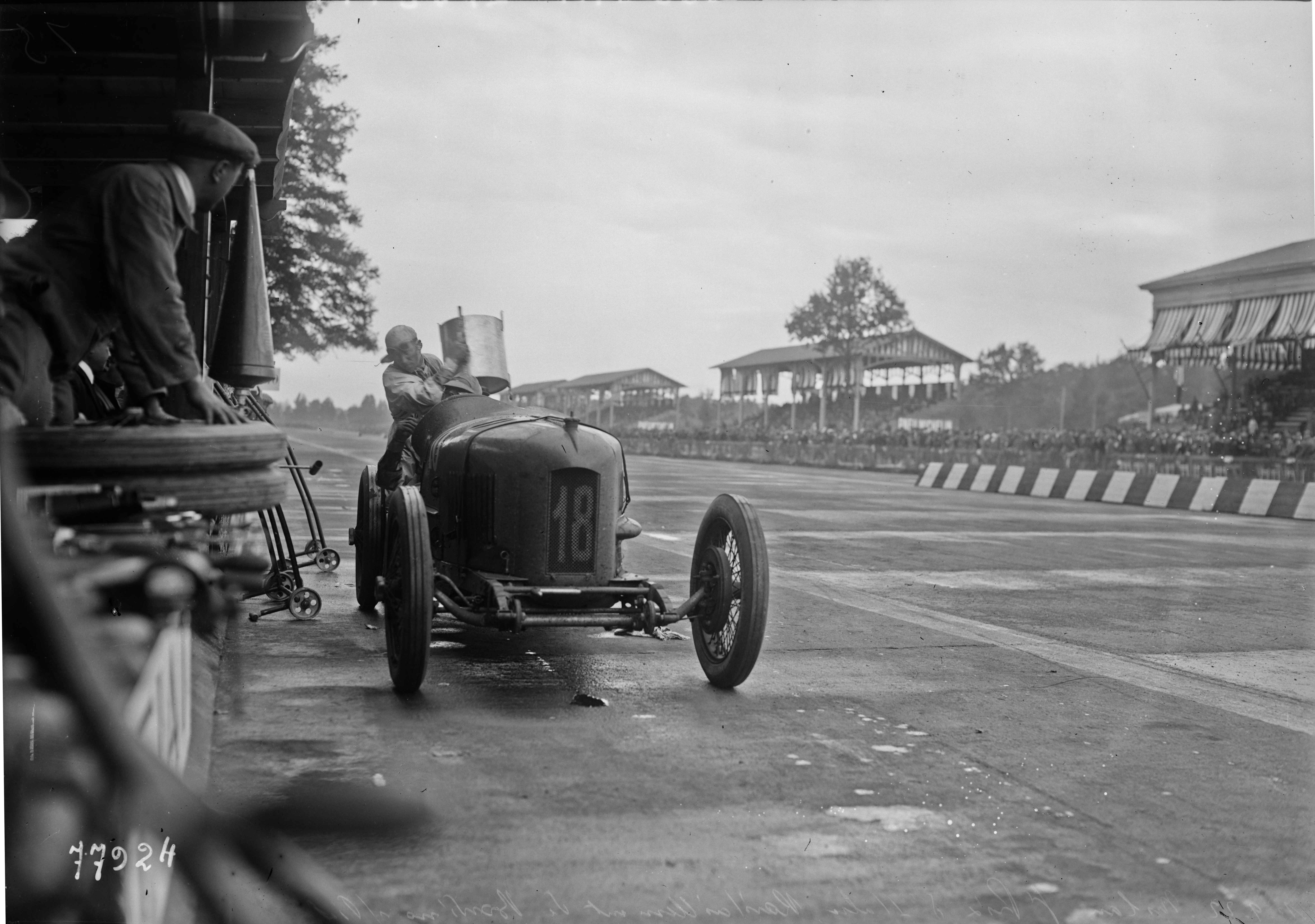
Bordino au GP d'Italie 1922.

Le 12 février 1919 Ralph DePalma devient le premier italien à battre le record de vitesse terrestre. Néanmoins si son record est reconnu aux États-Unis, il ne l'est pas par l'AIACR. Un décennie plus tard Baconin Borzacchini battra le record de vitesse sur 10 km.
En ce début des années 1920, l'industrie automobile est en effervescence, cherchant à battre des records, notamment de vitesse. Les défis alors inédits, tels que des courses entre une voiture et un avion, sont à la mode et intéressent le grand public. La Grande-Bretagne possédant depuis 1907 le circuit de Brooklands et les États-Unis disposant du circuit d'Indianapolis, construit en 1911, l'Italie se dote de l'autodrome de Monza à partir de 1922, un an avant celui de  Linas-Montlhéry en France.
En Europe, à la sortie de la guerre, Fiat continue de remporter des victoires notamment en 1922 où le constructeur remporte les deux Grandes Épreuves, le Grand Prix de France et le tout nouveau Grand Prix d'Italie. Après s'être imposé au  Grand Prix de l'ACF 1907 sur Fiat 130HP Corsa, Nazarro a récidivé dans cette épreuve quinze ans plus tard, en 1922 sur Fiat 804. Néanmoins, à partir de 1923, Alfa Romeo, à travers son écurie officielle Alfa Corse remporte de plus en plus régulièrement les courses secondaires, jusqu'à la victoire de prestige d'Antonio Ascari à Monza en 1924. L'année suivante se tient le premier Championnat du monde des manufacturiers. Grâce à la victoire de ses pilotes Gastone Brilli-Peri à Monza et d'Antonio Ascari à Spa, Alfa Romeo remporte le titre mondial. Les saisons suivantes sont difficiles pour la marque milanaise qui doit faire face à des problèmes financiers. La domination des marques françaises Bugatti et Delage devient indiscutable, Officine Meccaniche et Itala ne parvenant pas à combler le vide laissé par Alfa Romeo.
En 1927 se tient la première édition des Mille Miglia, disputée sur route ouverte qui devient rapidement une des courses les plus célèbres au monde. Outre la victoire d'Officine Meccaniche en 1927 et de Mercedes-Benz en 1931, Alfa Romeo remporte toutes les autres éditions jusqu'en 1938. La marque milanaise est notamment portée officiellement de 1933 et 1937 par l'écurie fondée par Enzo Ferrari en 1929. Le premier succès de la Scuderia Ferrari dans une épreuve majeure du Championnat d'Europe intervient lors du Grand Prix d'Allemagne 1935.
À partir de 1930 la marque Maserati remporte ses premières courses, période qui coïncide avec le retour en force d'Alfa Romeo. Dès l'année suivante, Nuvolari et Giuseppe Campari sont associés pour remporter leur premier Grand Prix d'Italie, une victoire qui les rend héros nationaux, après trois victoires françaises dans cette course. Ferdinando Minoia remporte en 1931 le premier championnat d'Europe des pilotes grâce à son Alfa Romeo 8C 2300 Monza, titre que remporte Tazio Nuvolari l'année suivante. Néanmoins à partir de 1934, la progression des firmes allemandes poussées par le régime hitlérien éclipsent les constructeurs italiennes, d'autant que des pilotes de premier rang comme Achille Varzi ou Luigi Fagioli sont recrutés par Auto Union ou Daimler-Benz.
Le 10 septembre 1933, à l'Autodromo Nazionale Monza, le GP du même nom (faisant suite au GP d'Italie) deux accidents à quelques heures d'intervalle entrainent la mort de Giuseppe Campari, Baconin Borzacchini et du comte Stanisław Czaykowski. Ce jour funeste, est connu alors en Italie comme le « Domenica Nera » (le « dimanche noir de Monza »). Le GP dit de Monza est arrêté durant près de quinze ans. Les trois hommes ont perdu la vie dans le banking (virage relevé pour grande vitesse) sud du circuit, qui est réaménagé par des chicanes pour continuer à disputer le GP d'Italie à Monza dès 1934. Le circuit originel de 10 kilomètres a alors vécu, ayant perdu sa Vedano Curve.
Au cours de ces années, le régime italien promeut également le sport automobile dans les colonies notamment en Libye. Un Grand Prix de Tripoli est organisé à partir de 1925. Le déces du pilote vedette Gastone Brilli-Peri à l'occasion de l'épreuve de 1930 (six ans après Antonio Ascari) marque un coup d'arrêt à son organisation jusqu'à se reprise en 1933.

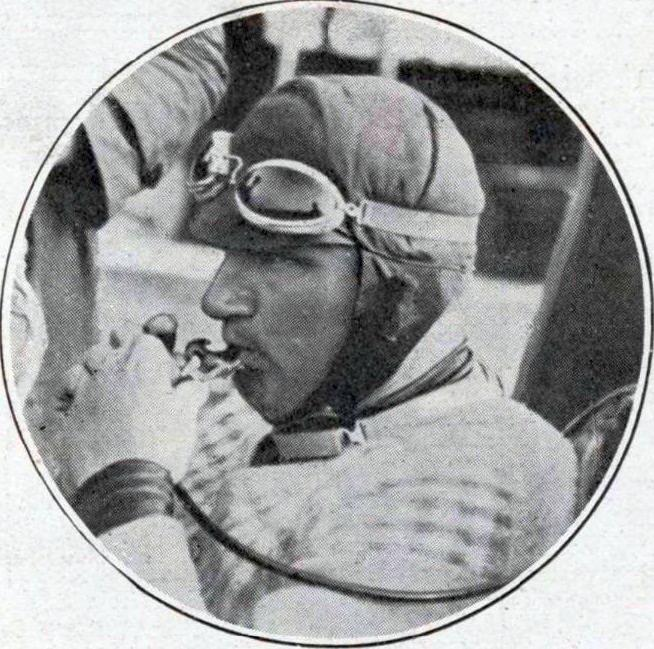
Antonio Ascari
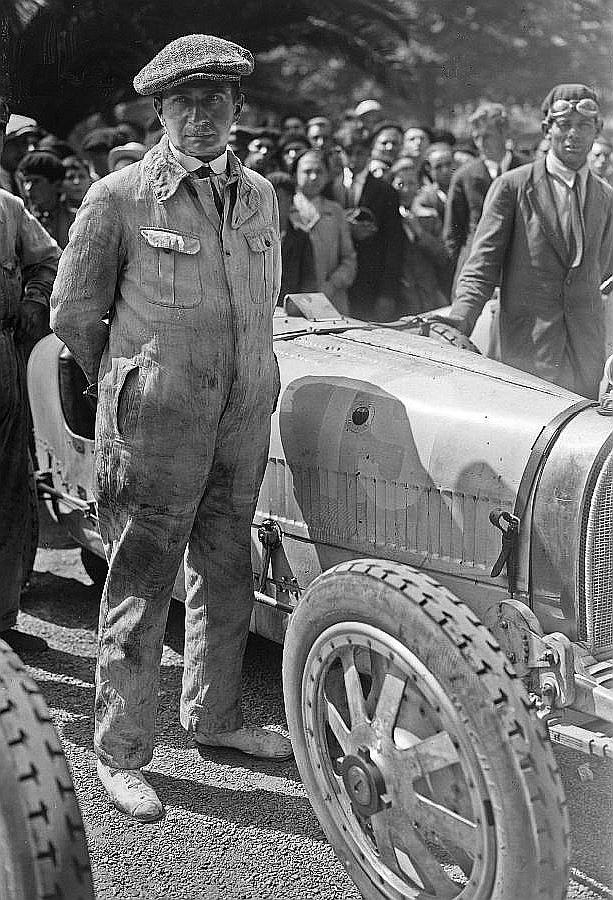
Ferdinando Minoia
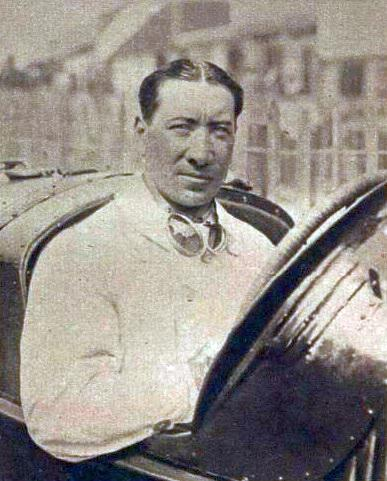
Gastone Brilli-Peri
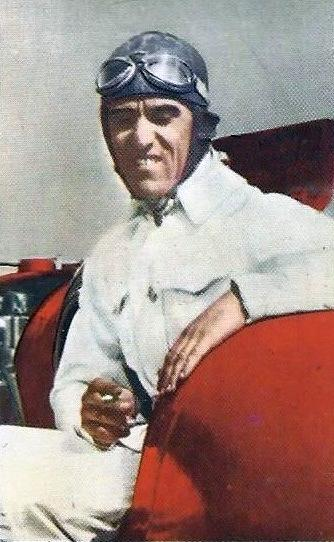
Tazio Nuvolari
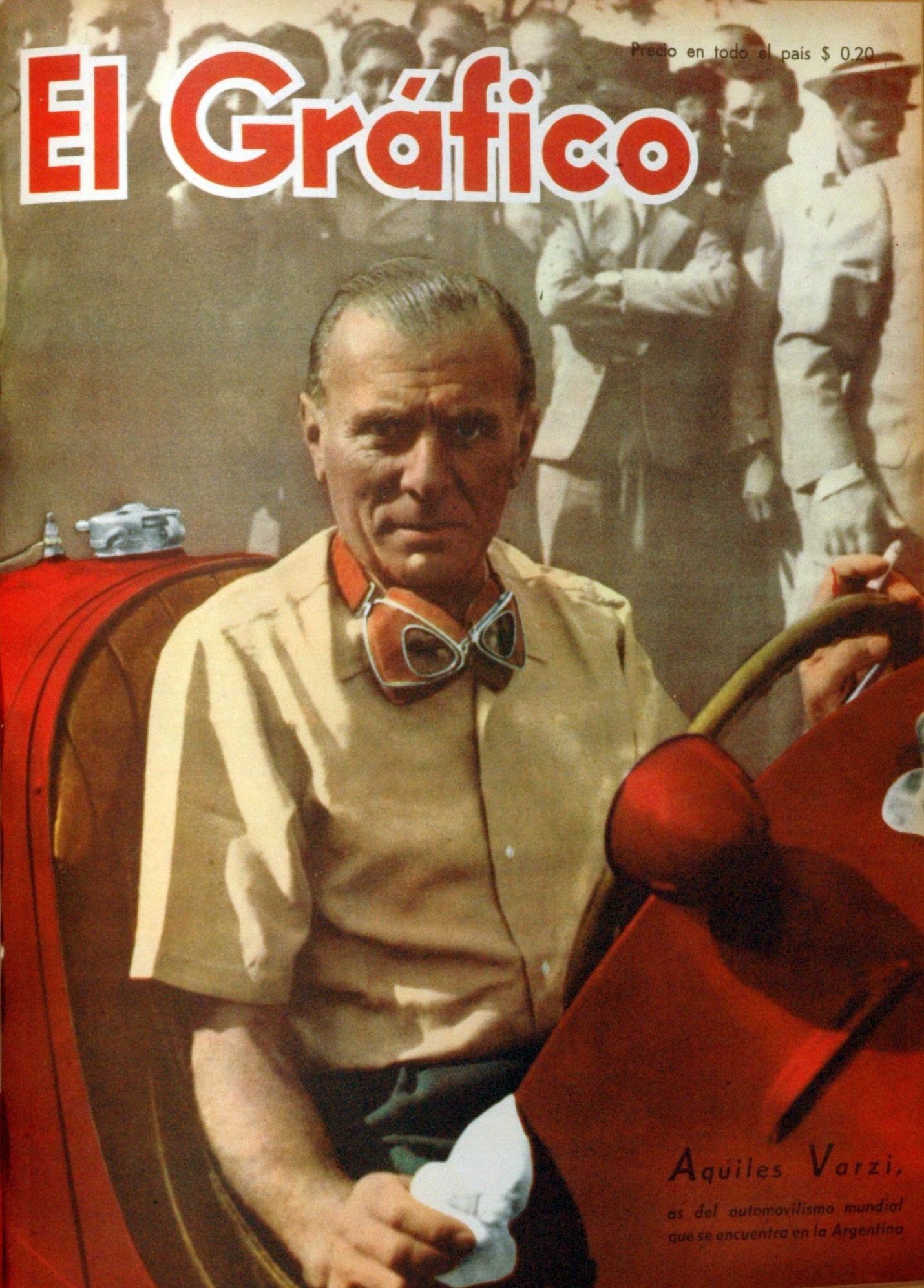
Achille Varzi

### Les années d'après-guerre (1945-1965)
Au cours de deux décennies suivant la Seconde Guerre mondiale, l'Italie s'importe comme la nation majeure des premiers championnats du monde de Formule 1 (créé en 1950) et d'endurance (créé en 1953).
La guerre laisse de nombreuses marques dans l'industrie automobile italienne, dont l'importance militaire était considérée comme stratégique. Les usines sont notamment bombardées en 1943 et 1944, jusqu'à la destruction de l'usine de Portello en octobre 1944. À la sortie de la guerre, les voitures italiennes d'avant-guerre tels que l'Alfa Romeo 158 ou la Maserati 4CL permettent aux pilotes les plus souvent français ou italiens de remporter les Grands Prix de la deuxième partie des années 1940. À partir de 1946, les évènements internationaux reprennent à Turin, Milan et Pascara. Le circuit de Monza est rénové permettant de disputer le Grand Prix de Monza en 1948 et d'accueillir de nouveau le Grand Prix d'Italie en 1949.
Au cours de cette période les pilotes de Grand Prix tels que Alberto Ascari, Luigi Villoresi, Giuseppe Farina et Carlo Felice Trossi se distinguent. En endurance Clemente Biondetti s'impose trois fois consécutivement aux Mille Miglia à partir de 1947 et à la Targa Florio. L'année 1948 est également marquée par le décès d'Achille Varzi. Les funérailles rassemblent près de 15 000 personnes, et plusieurs délégations sportives officielles dont Alfa Romeo et Cisitalia ; de nombreux pilotes et personnalités du monde de la course comme Ascari, Fangio, Chiron,.

### LeXXIesiècle

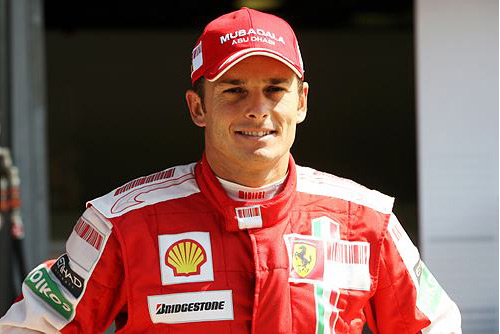
Giancarlo Fisichella, dernier vainqueur italien d'un Grand Prix

Le dernier succès d'un pilote italien comptant pour le Championnat du monde de Formule 1 est la victoire de Giancarlo Fisichella à l'issue du Grand Prix de Malaisie 2006. A la fin de cette décennie, la participation des pilotes italiens Jarno Trulli et de Vitantonio Liuzzi au Grand Prix du Brésil 2011 (respectivement 18e et 21e places) sont les dernières pour l'Italie jusqu'en 2017, où l'espoir italien Antonio Giovinazzi participe à deux courses du championnat du monde de Formule 1, en remplacement de l'Allemand Wehrlein blessé. De 2019 à 2021, il devient pilote-titulaire dans l'écurie Alfa Romeo, soit huit ans après les dernières titularisations de Trulli et Liuzzi. En 2011, l'espoir Mirko Bortolotti remporte le championnat de Formule 2 mais n'accède pas à la Formule 1 et se réoriente vers la catégorie GT.
Chez les constructeurs en revanche, la Scuderia Ferrari menée par Michael Schumacher rentre dans son âge d'or à la toute fin du XXe siècle, en remportant le titre de 1999 à 2004 et redevient le constructeur le plus titré de la Formule 1 qu'il avait été de 1983 à 1997, dépassé alors par le Britannique Williams. Deux autres titres s’ajouteront en 2007 et 2008. Par la suite la progression de Red Bull puis le retour à la compétition de Mercedes-Benz, condamnent la Scuderia aux places d'honneur. Concernant les autres écuries italiennes le résultat le plus notable est la victoire de la Scuderia Toro Rosso en Italie en 2008. En 2017, Alfa Romeo devient partenaire de Sauber (motorisé par Ferrari). Selon la direction cet accord permettra « de [bénéficier] du partage de technologies et du savoir-faire stratégique d'un partenaire qui a l'expérience de Sauber F1 Team. » 
En 2012, la FIA relance un Championnat du monde d'endurance, succédant au Championnat du monde des voitures de sport disparu en 1992. Les écuries et pilotes italiens marquent les catégories GT. En tant que constructeur Ferrari remporte le titre GTE en 2012, 2013, 2014, 2016, 2017 et 2021. Le constructeur est notamment porté par l'écurie AF Corse qui remporte les catégories GTE Pro en 2012, 2013, 2014, et 2017 et par les pilotes Gianmaria Bruni et Alessandro Pier Guidi vaiqueurs respectivement en 2013 et 2014, et 2017 et 2021.
En raison du bouleversement du calendrier du Championnat du monde de Formule 1 2020, en lien avec la pandémie de Covid-19, trois courses de la saison se déroulent sur le sol italien (Monza, Mugello, Imola) devenant la deuxième nation dans ce cas, après les États-Unis en 1982.
En 2021, les 6 Heures de Monza font leur apparition au Championnat du monde d'endurance, et font leur retour dans un calendrier officiel d'une compétition mondiale de la FIA pour la première fois depuis Championnat du monde des voitures de sport 1992. Pour l'édition 2023, la Scuderia Ferrari annonce son retour dans la catégorie reine, en prototype.
La victoire du monégasque Charles Leclerc le 20 mars 2022 au Grand Prix Bahreïn met fin à la deuxième plus longue période (910 jours) sans victoire de Ferrari au championnat du monde de Formule 1 avec une dernière victoire le 22 septembre 2019 (record de 1400 jours entre le 30 septembre 1990 et le 31 juillet 1994).

## Palmarès

### Pilotes italiens champions du monde

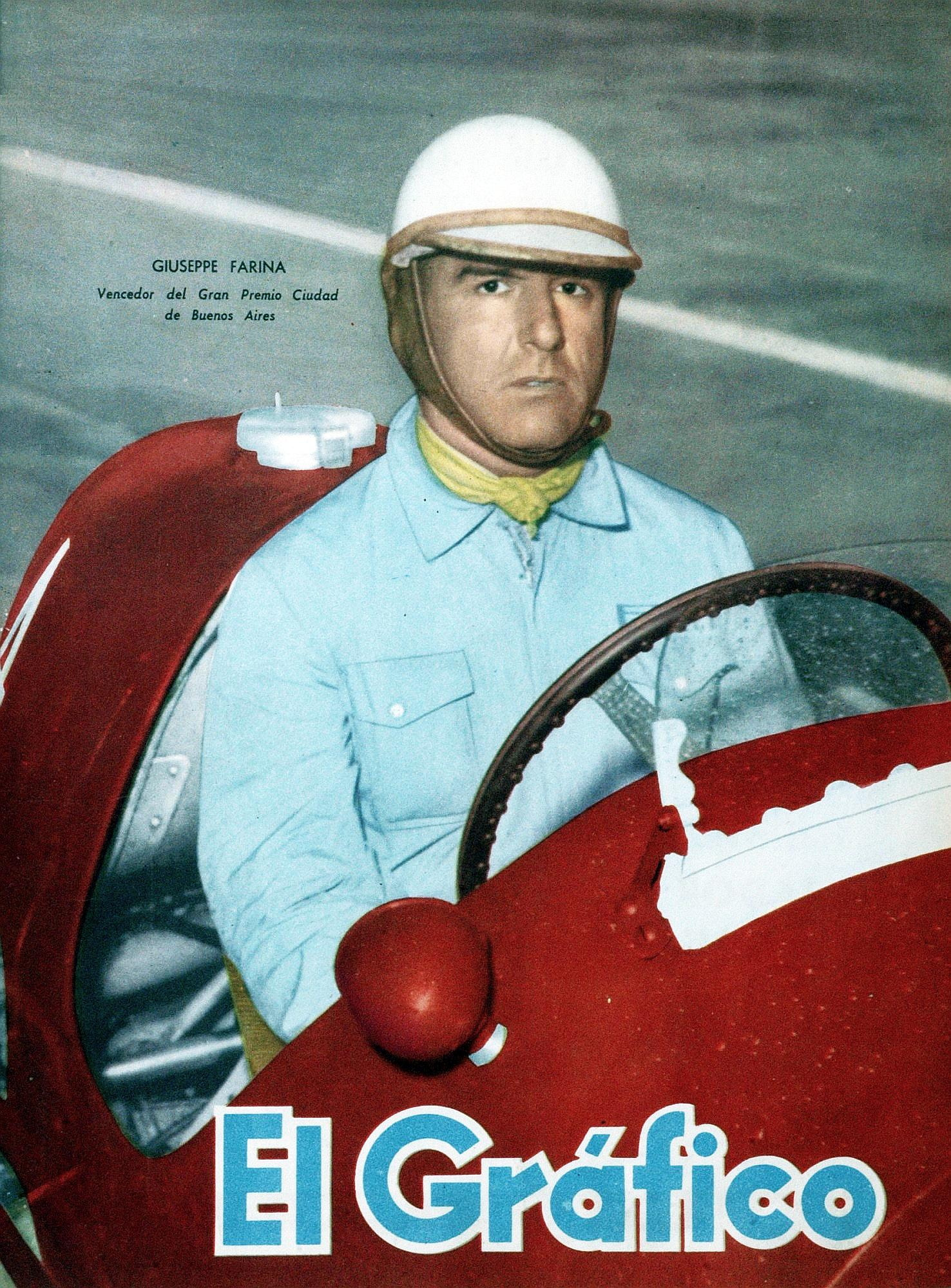
Giuseppe Farina : 1 titre en Formule 1 en 1950.
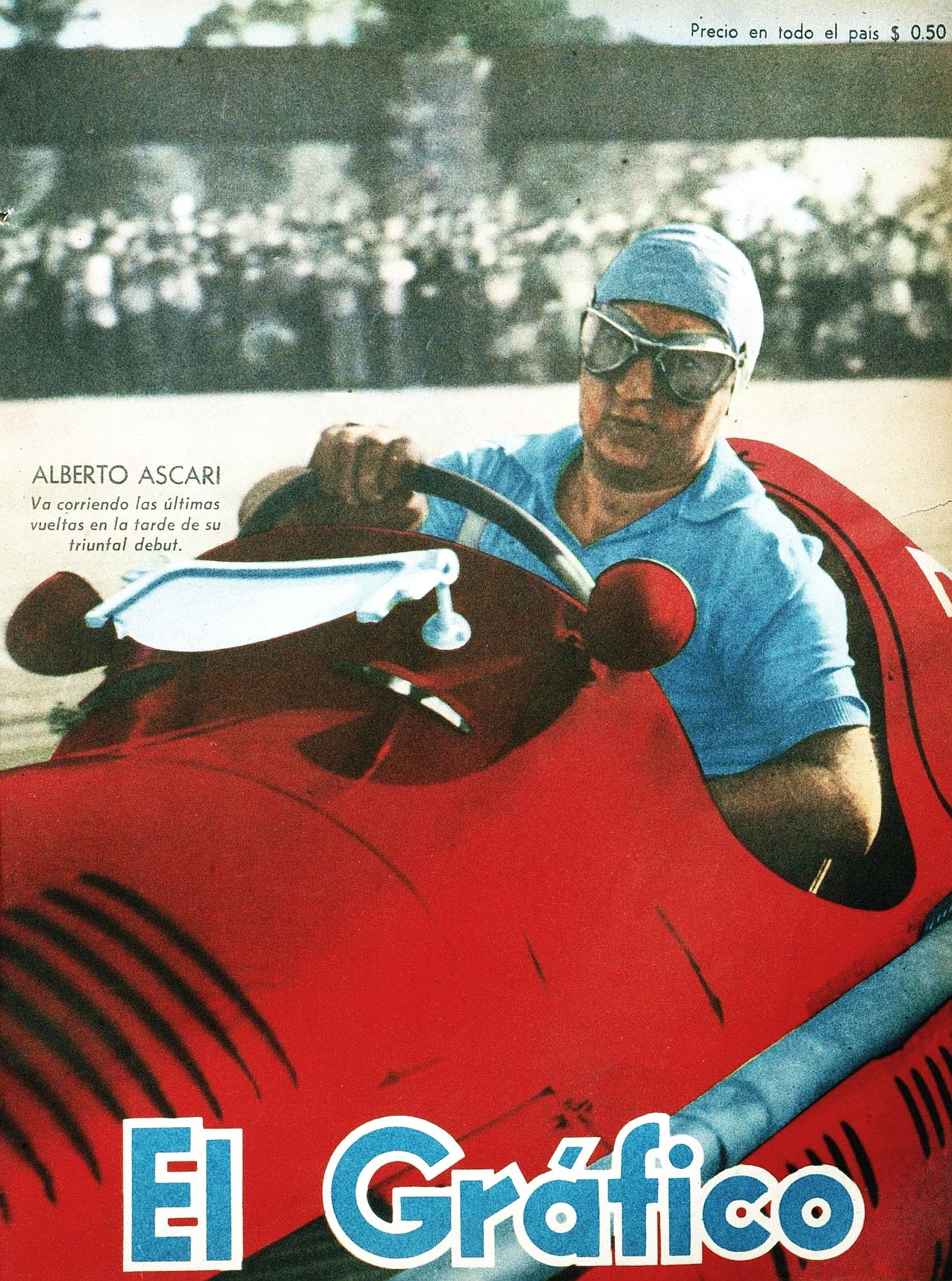
Alberto Ascari : 2 titres en Formule 1 en 1952 et 1953.
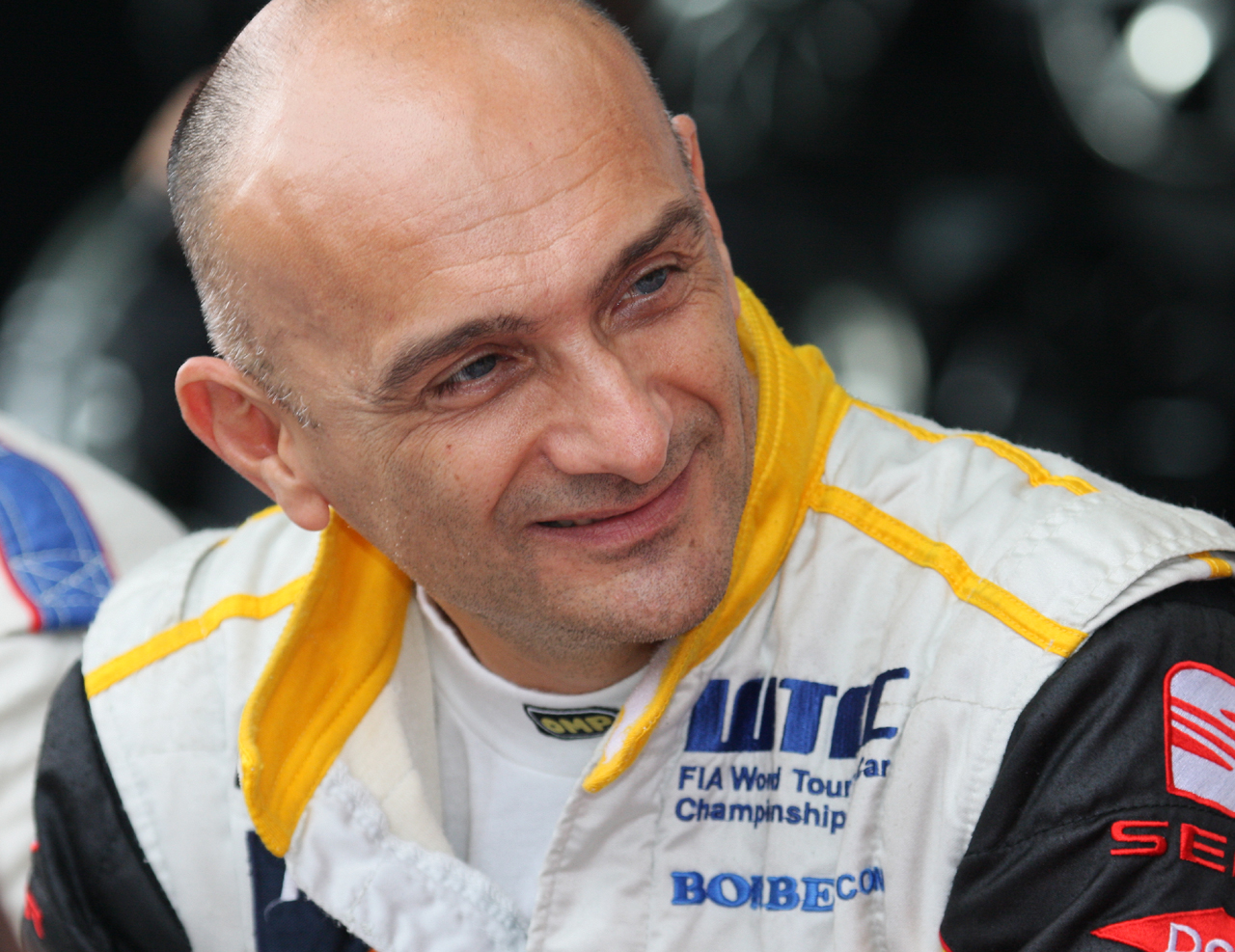
Gabriele Tarquini : un titre en WTCC en 2009.
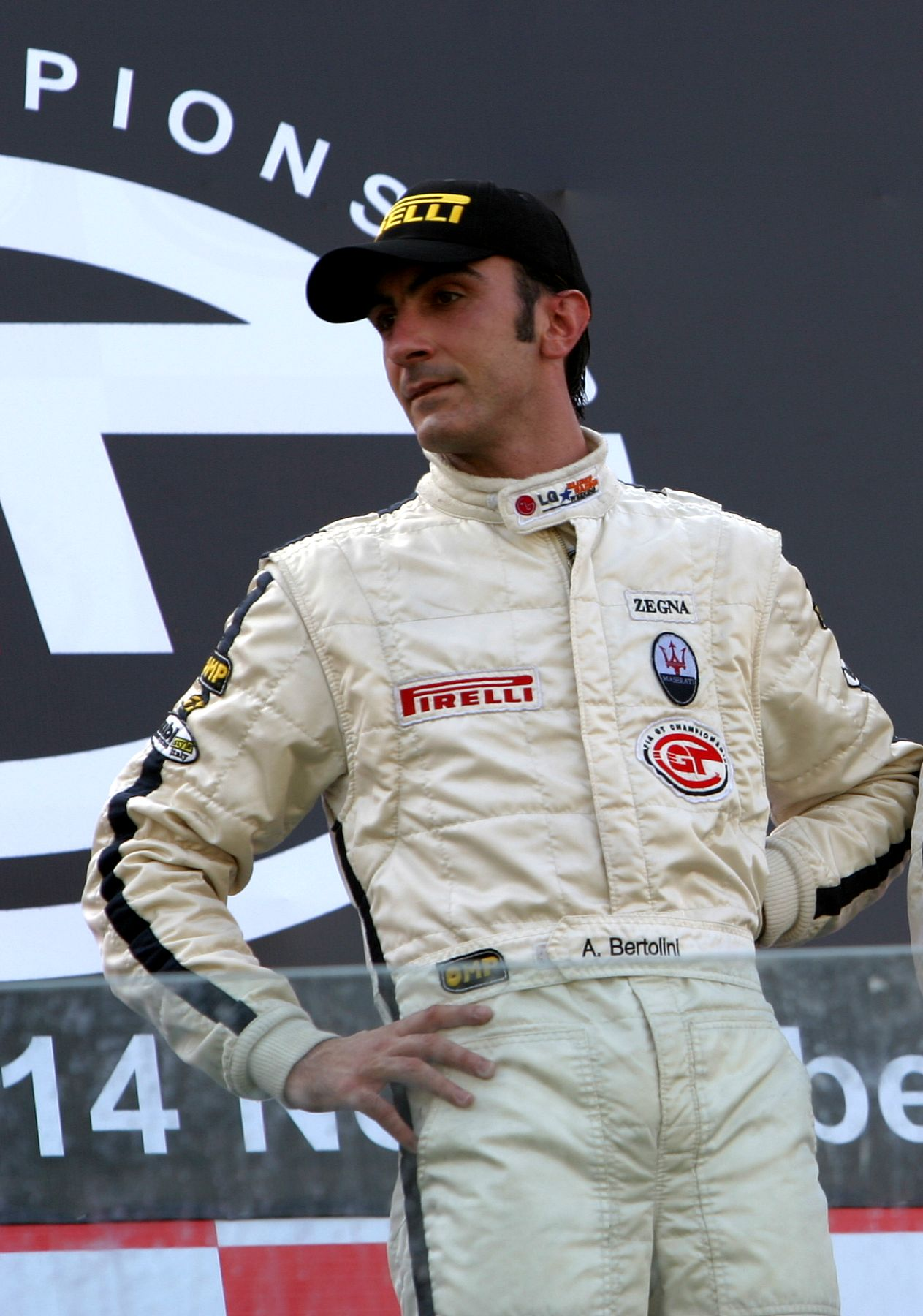
Andrea Bertolini : un titre en GT en 2010.
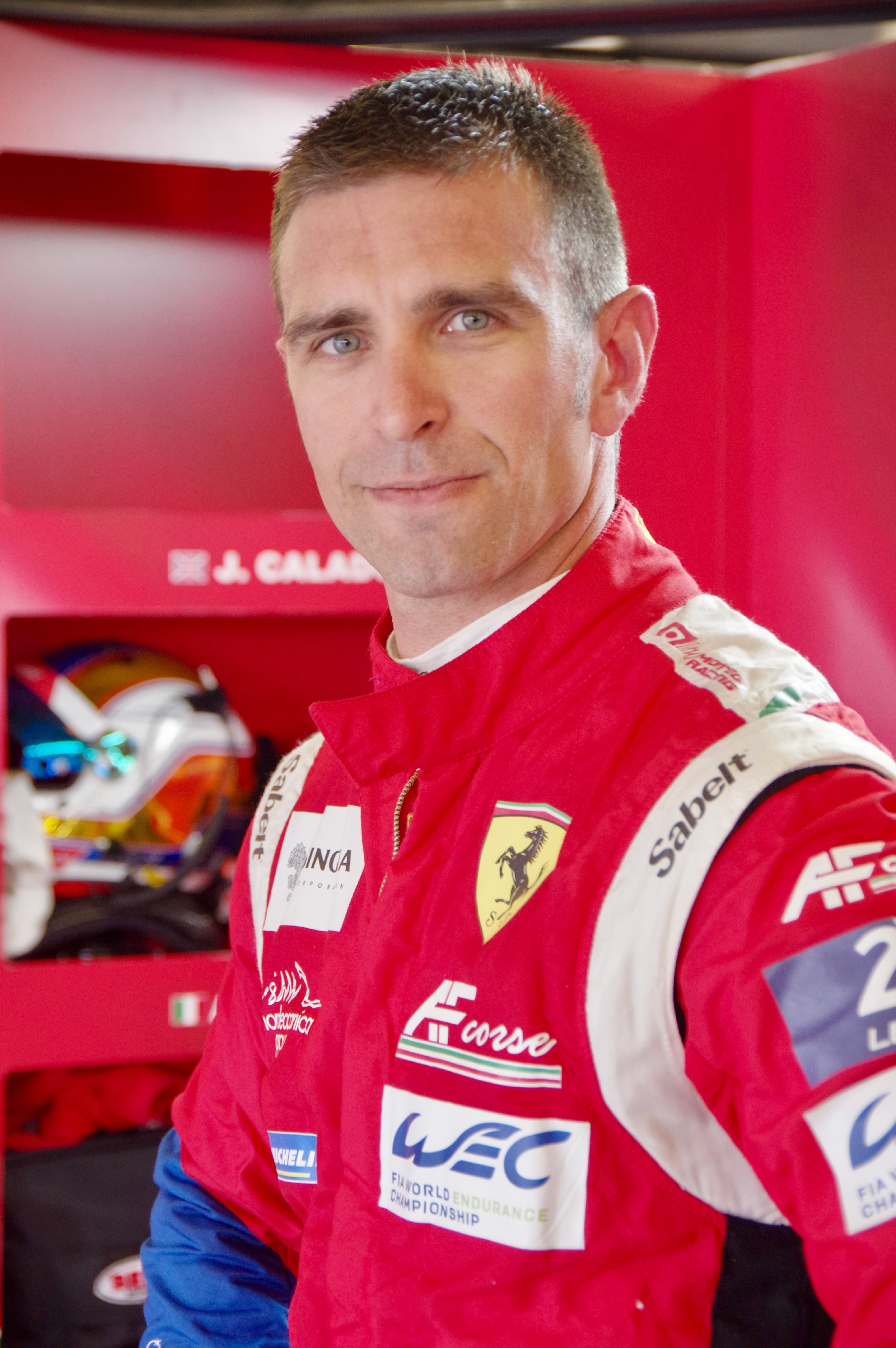
Alessandro Pier Guidi, 3 titres en GT endurance en 2017, 2021 et 2022.

- Ferdinando Minoia, un titre en Grand Prix en 1931
- Tazio Nuvolari, un titre en Grand Prix en 1932
- Guido Sala, 2 titres en karting en 1964 et 1965
- Susanna Raganelli, un titre en karting en 1966
- Felice Rovelli, 2 titres en karting en 1976 et 1977
- Roberto Ravaglia, un titre en WTCC en 1987
- Giampiero Simoni, un titre en karting en 1987
- Massimo Biasion, deux titres en rallye en 1988, 1989
- Mauro Baldi, un titre en WSC en 1990
- Jarno Trulli, un titre en karting en 1991
- Danilo Rossi, 3 titres en karting en 1992, 1997, 1999
- Teo Fabi, un titre en WSC en 1991
- Davide Forè, 4 titres en karting en 1998, 2000, 2004 et 2006
- Vitantonio Liuzzi, un titre en karting en 2001
- Marco Ardigò, 2 titres en karting en 2007 et 2008
- Flavio Camponeschi, un titre en karting en 2012
- Gianmaria Bruni, 2 titres en GT endurance en 2013 et 2014

### Constructeurs et écuries italiens champions du monde

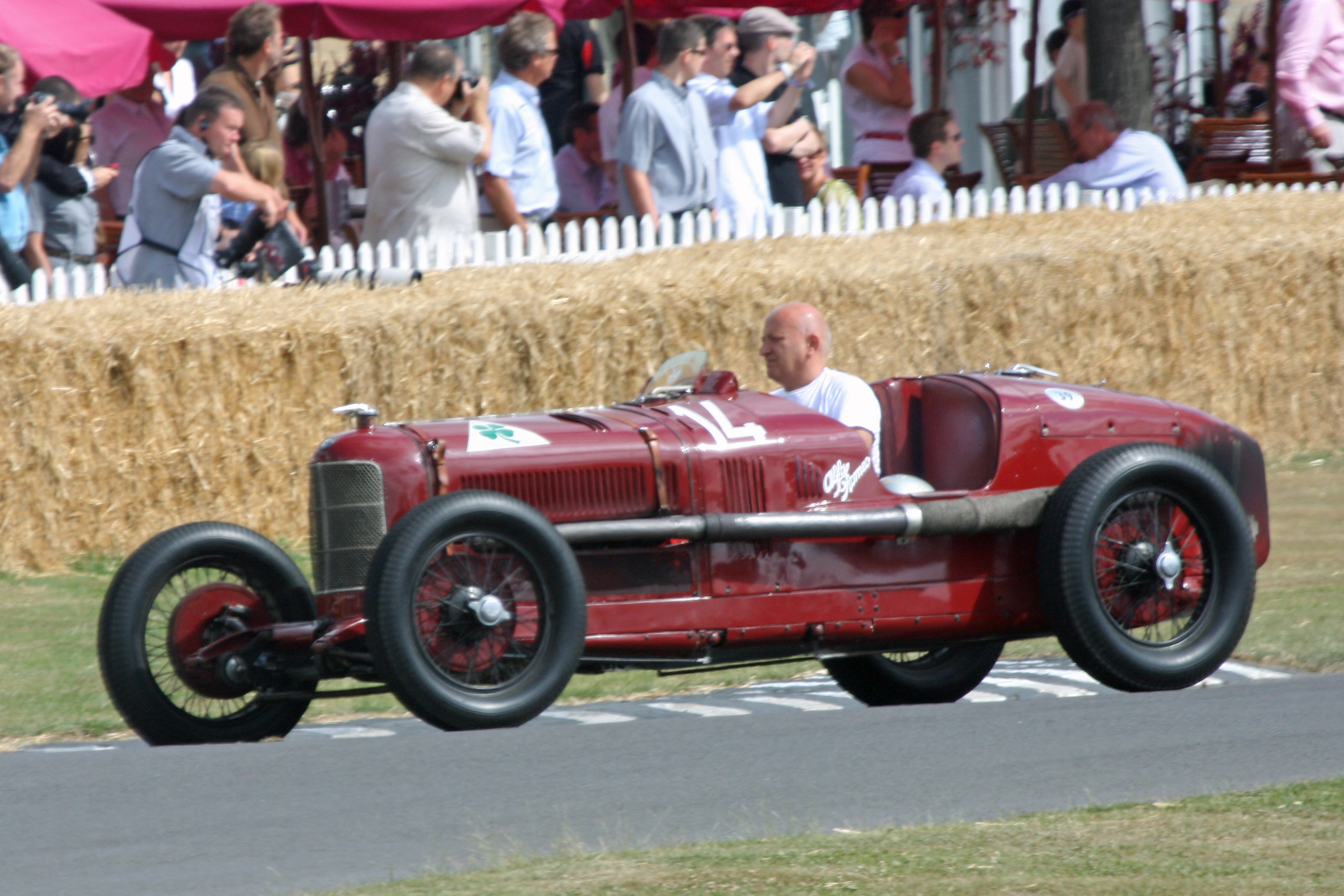
Alfa Romeo P2 (1925)
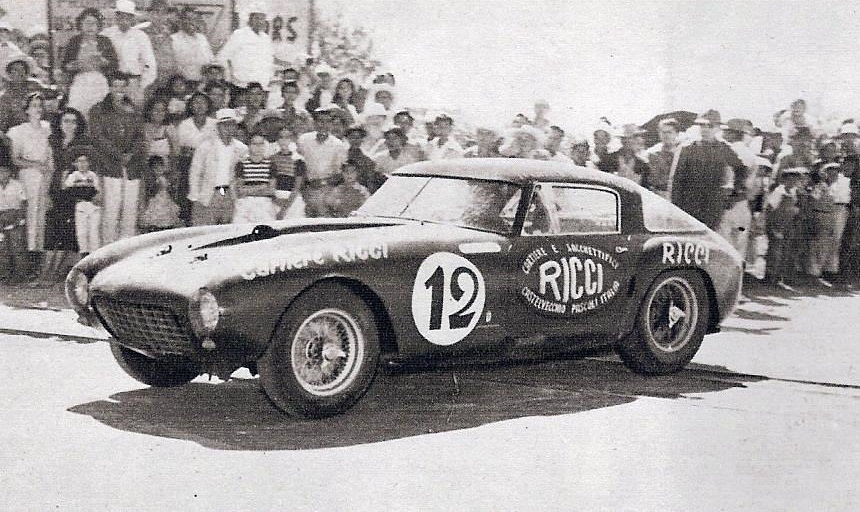
Ferrari 375 MM (1953)
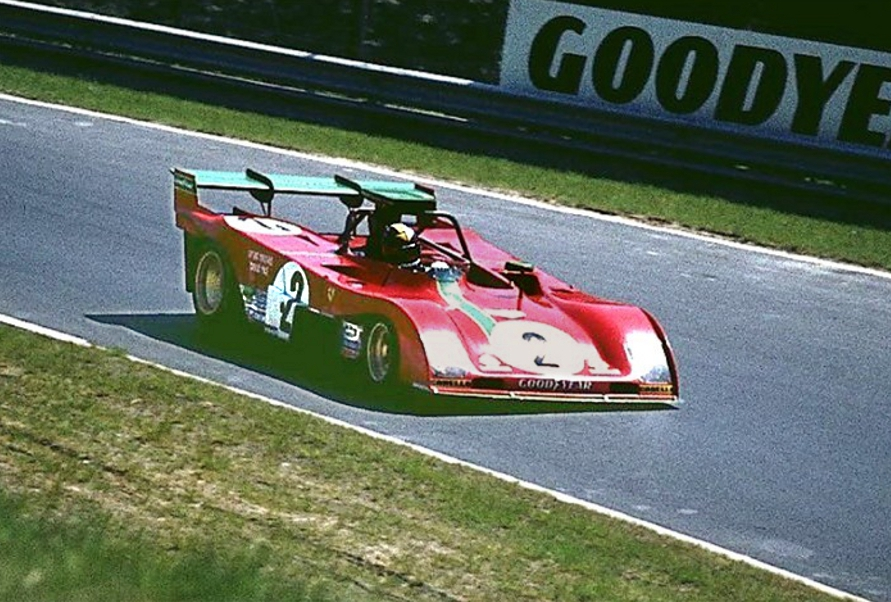
Ferrari 312 PB (1972)
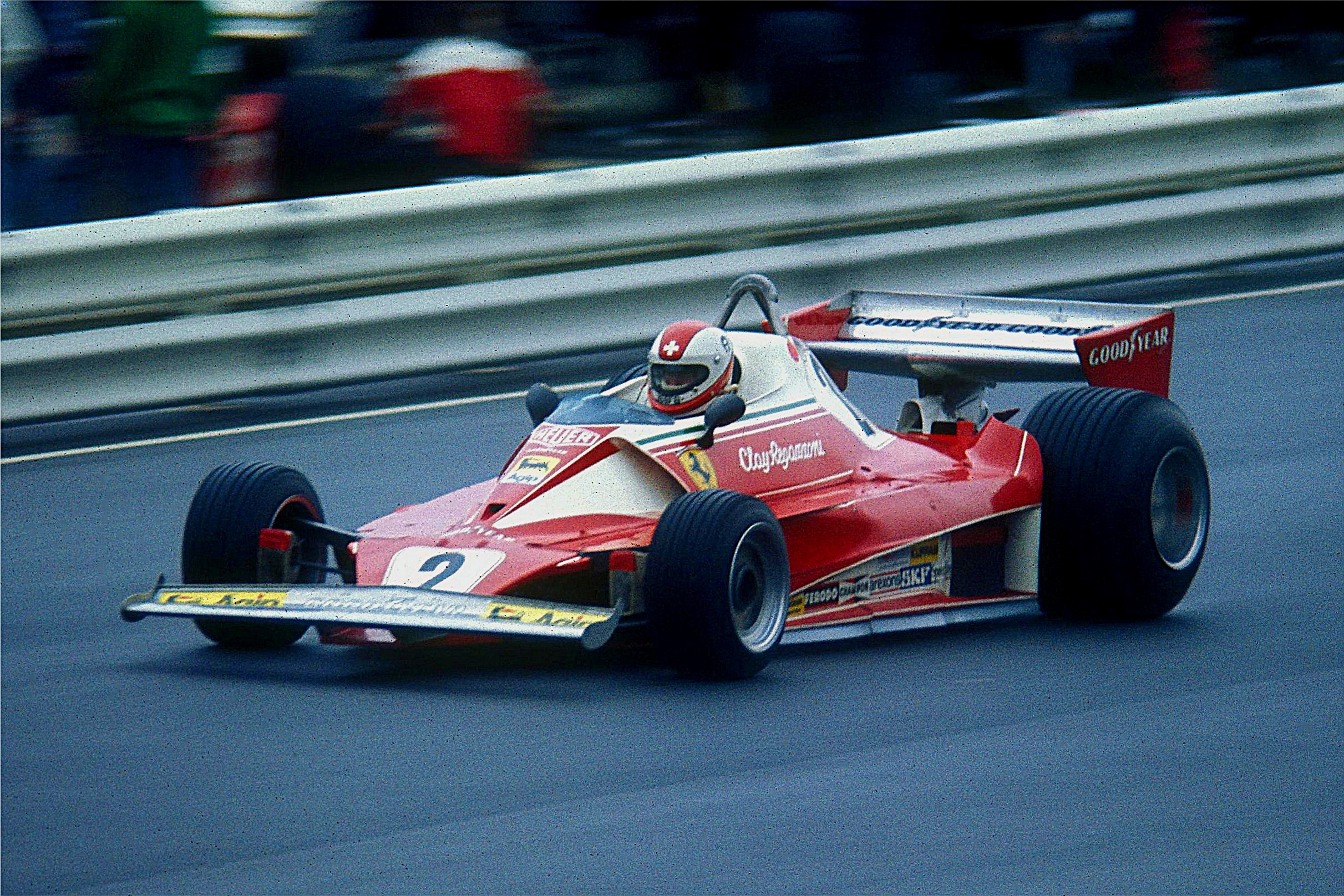
Ferrari 312 T (1976)
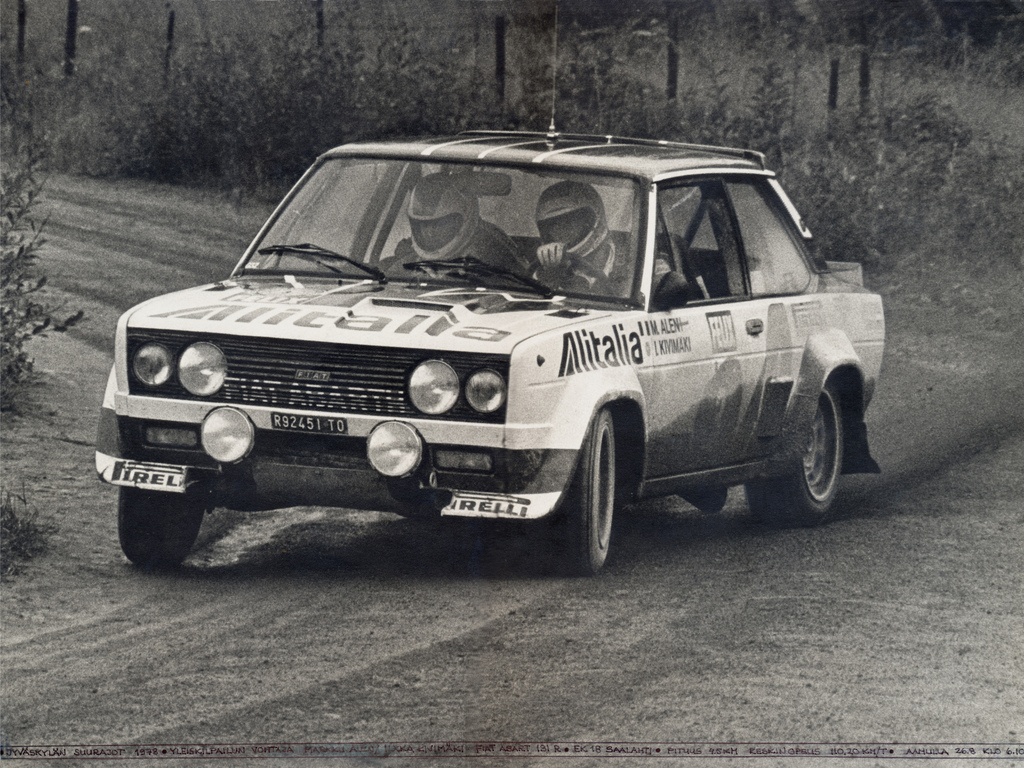
Fiat 131 Abarth (1978)
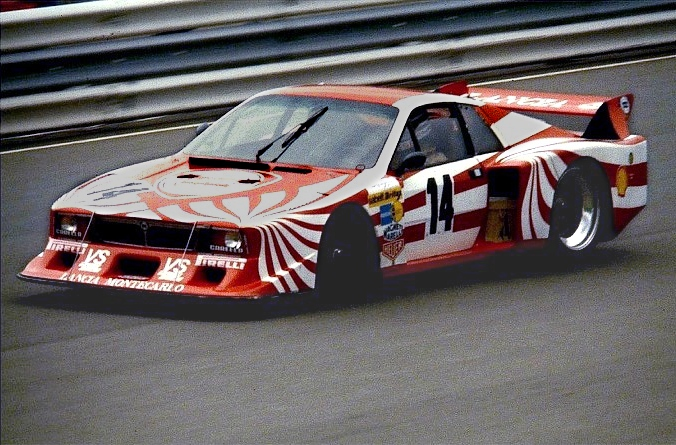
Lancia Beta Montecarlo (1980)
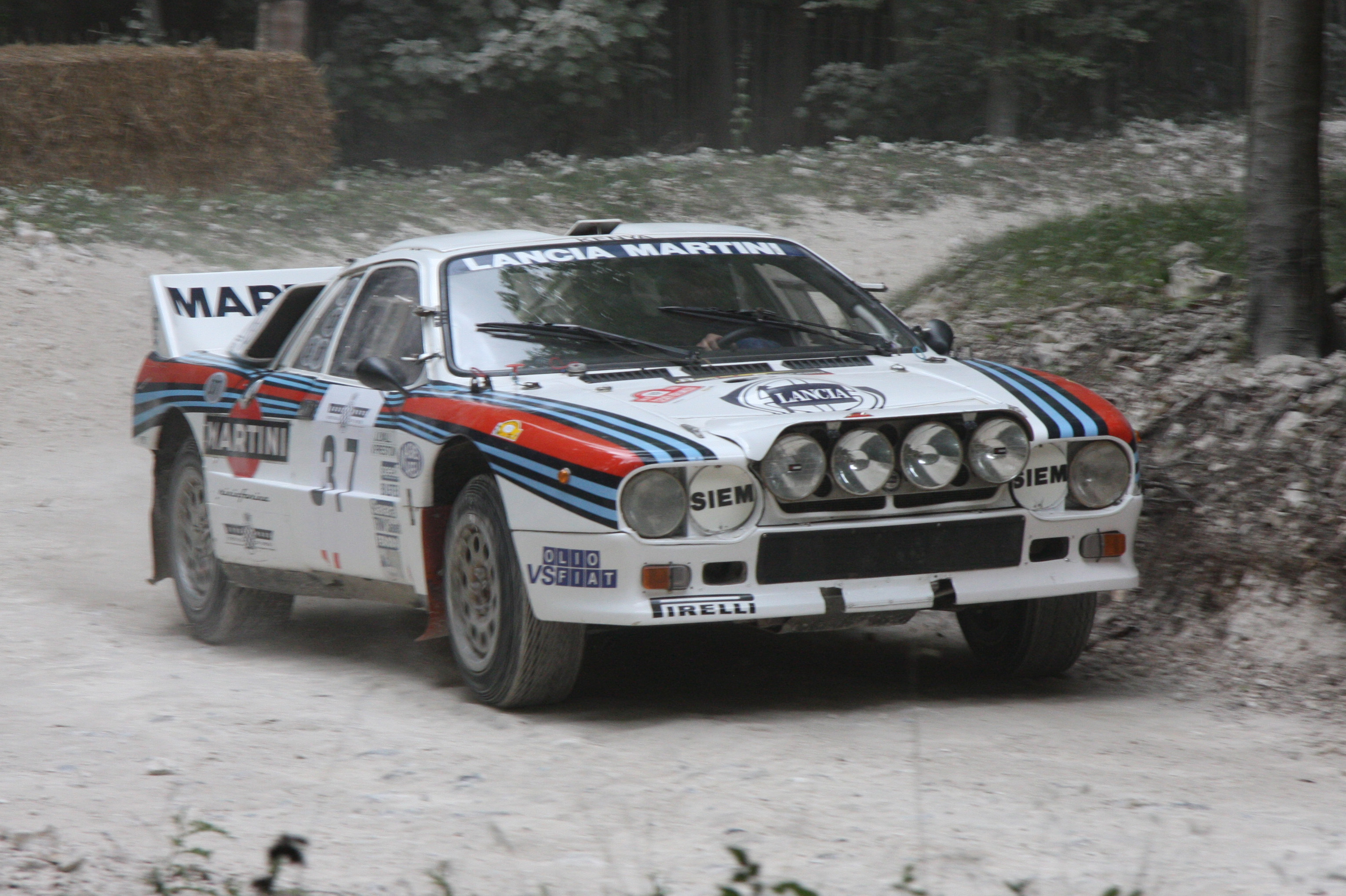
Lancia Rally 037 (1983)
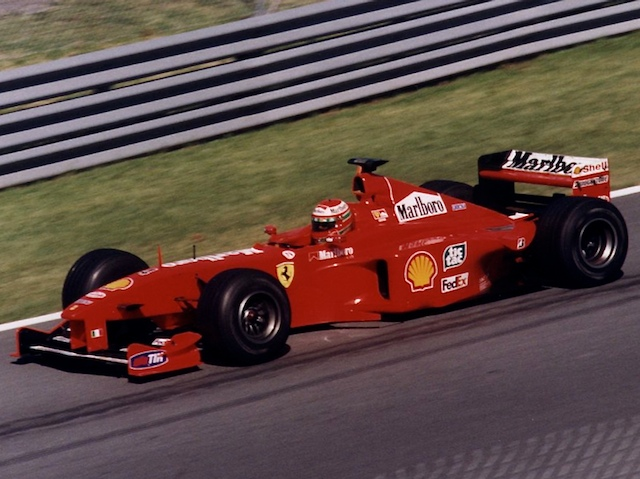
Ferrari F399 (1999)
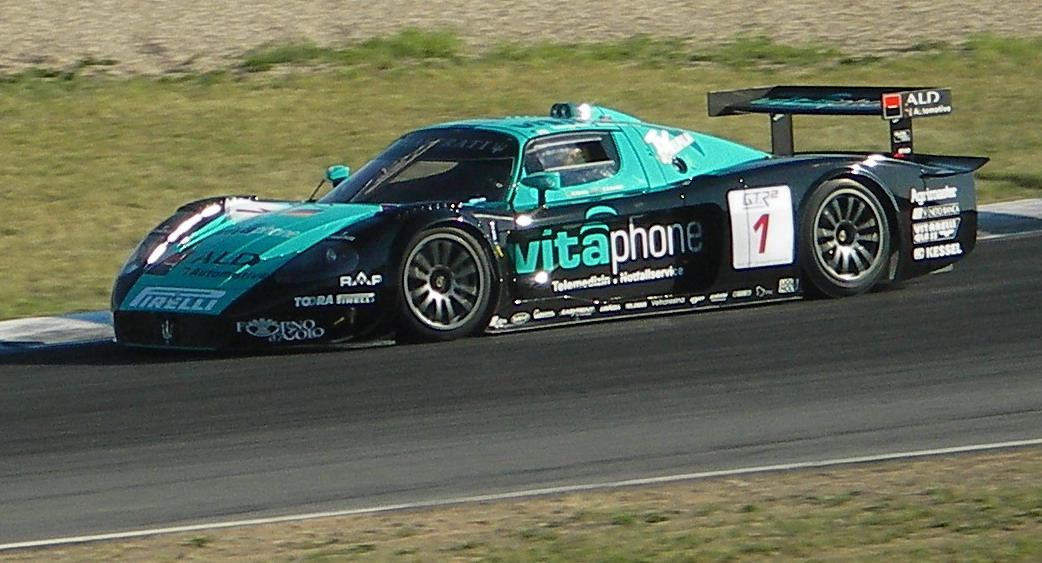
Maserati MC12 (2005)
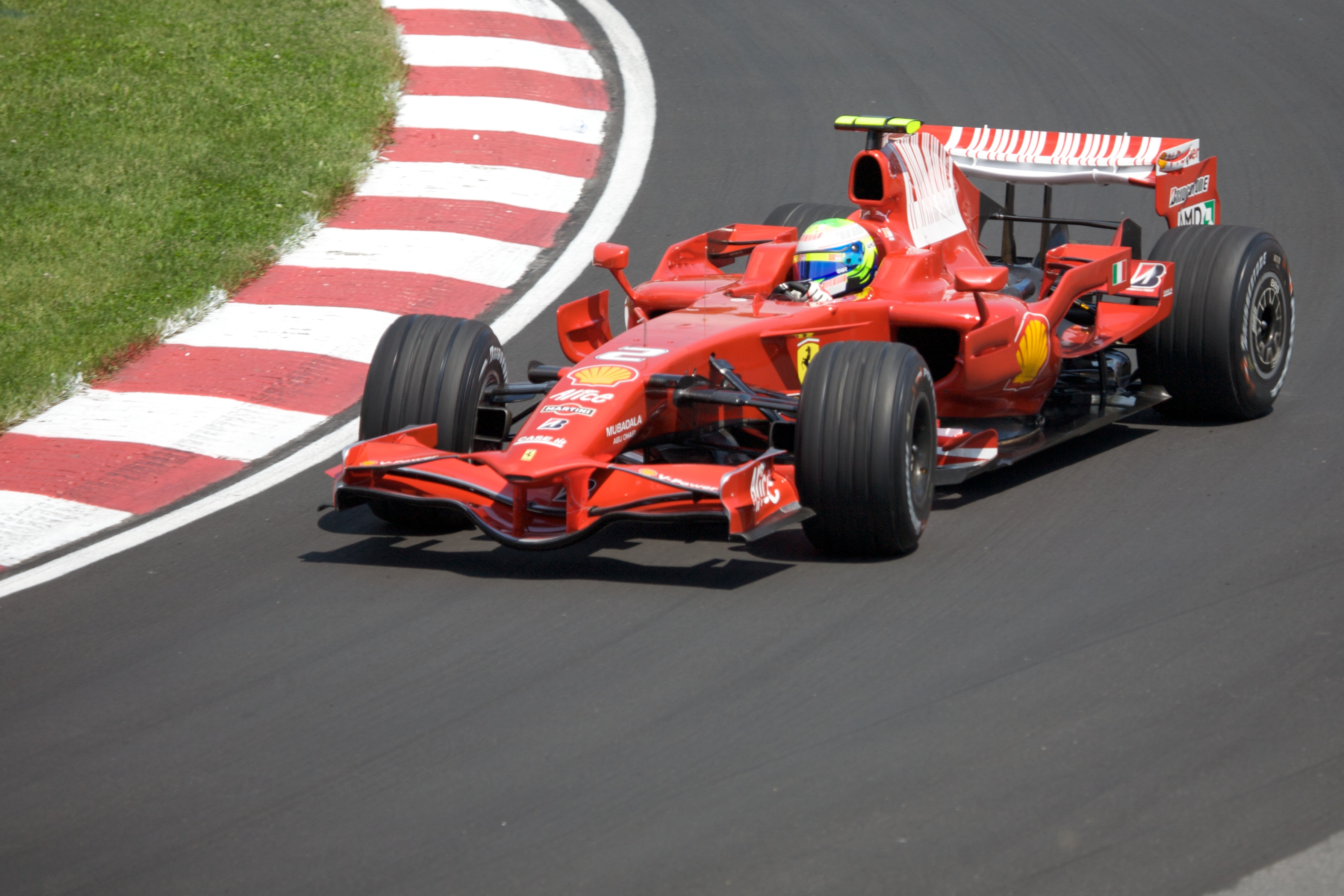
Ferrari F2008 (2008)

- Championnat du monde des manufacturiers
  - Alfa Romeo : une fois, en 1925
- Championnat du monde des voitures de sport
  - Ferrari : douze fois en 1953, 1954, 1956, 1957, 1958, 1960, 1961, 1962, 1963, 1965, 1967, 1972
  - Alfa Romeo : deux fois en 1975, 1977
  - Lancia : deux fois en 1980, 1981
- Championnat du monde de Formule 1
  - Ferrari : seize fois, en 1961, 1964, 1975, 1976, 1977, 1979, 1982, 1983, 1999, 2000, 2001, 2002, 2003, 2004, 2007, 2008
- Championnat du monde des rallyes
  - Lancia : onze fois en 1972, 1974, 1975, 1976, 1983, 1987, 1988, 1989, 1990, 1991, 1992
  - Fiat : trois fois en 1977, 1978, 1980
- Championnat FIA GT et Championnat du monde FIA GT1
  - Maserati : trois fois en 2005, 2007, 2010